# Canton de Gémozac
Le canton de Gémozac est une ancienne division administrative française située dans le département de la Charente-Maritime et la région Poitou-Charentes. C'était le canton le plus étendu de l'arrondissement de Saintes.
Pour les élections départementales de mars 2015, le nombre de cantons du département diminue, passant de 51 à 27. Les cantons de Gémozac et de Cozes fusionnent et laissent la place au canton de Saintonge Estuaire, dont le bureau centralisateur (chef-lieu) est fixé à Meschers-sur-Gironde.

## Géographie
(juin 2015).

### Le cadre géographique
Ce canton qui partage avec les cantons de Saintes la partie centrale de l'arrondissement de Saintes rassemble 16 communes chapeautées par Gémozac, chef-lieu de canton dès 1790.
Au nord et nord-est, il est limitrophe des cantons de Saintes-Ouest et de Saintes-Est, à l'est, il voisine avec le canton de Pons, au sud-ouest il est limité par le canton de Cozes tandis qu'à l'ouest, il est au contact du canton de Saujon. Tous ces cantons appartiennent à l'arrondissement de Saintes.
Au sud, il jouxte l'arrondissement de Jonzac voisinant avec le canton de Saint-Genis-de-Saintonge.
Fort de ses 16 communes, le canton de Gémozac est le plus étendu de l'arrondissement de Saintes mais, par sa superficie, il n'occupe que le cinquième rang en Charente-Maritime.

### Le cadre physique
Son altitude varie de 5 m (Berneuil) qui correspond à la basse vallée de la Seugne, toute à l'est du canton de Gémozac, à 72 m (Berneuil) qui correspond à un coteau boisé de la Forêt de Pons, sur l'anticlinal de la Saintonge. Son altitude moyenne est de l'ordre de 38 m.
L'ensemble du canton de Gémozac appartient à la zone géographique du plateau des Bois saintongeais, délimité au nord-ouest par la haute vallée de l'Arnoult qui y a par ailleurs son lieu de source dans la commune de Rétaud, au nord-est par la basse vallée de la Seugne et au sud et sud-ouest par la vallée de la Seudre. Cette dernière arrose la partie centrale du canton de Gémozac et est par excellence le domaine des cultures maraîchères et des pépinières viticoles.
À l'est et au sud-est, il est au contact du plateau crétacé de la Haute Saintonge dont le canton de Saint-Genis-de-Saintonge le sépare de l'arrondissement de Jonzac.

### Une polyculture active associée à la vigne
Les espaces boisés occupent une surface non négligeable et dans les larges clairières où les forêts ont été entaillées, des terroirs à vigne sont soigneusement entretenus. Les vignes font partie de la zone de délimitation des Bons Bois du cognac et leurs productions sont recherchées pour l'élaboration du cognac et du pineau.
Terre de polyculture associée depuis longtemps à la viticulture, le canton de Gémozac est également un grand terroir à céréales dont les productions se prolongent à l'ouest sur les cantons voisins de Cozes et de Saujon.

### Une ruralité dynamique et attractive
Canton de tradition agricole au caractère rural encore bien marqué, il n'échappe cependant pas au fort mouvement résidentiel qui gagne la campagne saintongeaise où nombre de villages sont devenus des lieux de résidence de la seconde et troisième couronne de la sphère d'influence urbaine de Saintes.
Seule la commune de Gémozac, bien que fortement influencée par Saintes, fait figure de pôle d'attraction dans son canton grâce à ses activités commerciales et de services variées. Elle demeure la seule commune à avoir plus de 2 000 habitants (2 571 habitants en 2007). Associée à la ville voisine de Pons, elle forme un ensemble interurbain d'environ 12 000 habitants dont l'association des deux communautés de communes pourrait en faire un bassin de vie de plus de 20 000 habitants.

## Histoire
Depuis sa création en 1790, lors de la formation du département de la Charente-Inférieure, le canton de Gémozac a toujours fait partie de l'arrondissement de Saintes et n'a pas subi de variation de ses limites cantonales non plus.

## Représentation

### Conseillers d'arrondissement (de 1833 à 1940)
| Période                                  | Période | Identité                            | Étiquette | Qualité |
| ---------------------------------------- | ------- | ----------------------------------- | --------- | --- |
| 1833                                     | 1842    | Marc Edmond Hillairet (1777-1859)   |           | Propriétaire, négociant, maire de Saint-André-de-Lidon                                                      |
| 1842                                     | 1848    | Pierre-Alexandre Legois             |           | Maire de Tesson                                                                                             |
|                                          |         |                                     |           | |
| 1855                                     |         | Tridi Frédéric Poitevin (1793-1869) |           | Maire de Rétaud                                                                                             |
|                                          |         |                                     |           | |
| av.1898                                  |         | Édouard Ardouin (1842-1943)         | Droite    | Propriétaire à La Coudennerie, maire de Cravans                                                             |
|                                          |         |                                     |           | |
| 1919                                     | 1925    | Armand Nicolle                      |           | Maire de Tesson                                                                                             |
|                                          |         |                                     |           | |
| 1928                                     | 1931    | Jacques Verneuil                    | Radical   | Viticulteur à Gémozac                                                                                       |
| 1931                                     | 1940    | Albert Mossion (1881-1947)          | Radical   | Entrepreneur de travaux publics, adjoint au maire de Gémozac                                                |
| 1940                                     |         |                                     |           | Les conseils d'arrondissement ont été suspendus par la loi du 12 octobre 1940 et n'ont jamais été réactivés |
| Les données manquantes sont à compléter. |         |                                     |           | |

### Conseillers généraux de 1833 à 2015
| Période       | Période      | Identité                           | Étiquette           | Qualité |
| ------------- | ------------ | ---------------------------------- | ------------------- | --- |
| 1833          | 1834 (décès) | Camille Eschassériaux              | Centre gauche       | Propriétaire - Maire de Thénac Député (1831-1834) Elu également dans le Canton de Saintes-Sud et dans le Canton de Cozes           |
| 1834          | 1852         | Jules Dufaure                      | Centre              | Avocat au barreau de Saintes député (1834-1851, 1871-1876), Sénateur (1876-1881) Chef du Gouvernement (1871-1873, 1876, 1877-1879) |
| 1852          | 1870         | François Huon de l'Etrange         |                     | Juge de paix, juge au Tribunal de Saintes                                                                                          |
| 1870          | 1877         | Joseph Ernest Thomas de Boisgiraud | Républicain         | Propriétaire à Gémozac |
| 1877          | 1895         | Théodore Guillet                   | Droite bonapartiste | Négociant en cognac, maire de Nieul-lès-Saintes                                                                                    |
| 1895          | 1913         | Camille Nicolle                    | Gauche radicale     | Propriétaire-agriculteur à Villars-en-Pons Député (1903-1913)                                                                      |
| 1913          | 1919         | Albert Lys                         | Républicain         | Négociant, maire de Gémozac |
| 1919          | 1931         | Ernest Albert-Favre                | Rad.ind.-RG         | Médecin Député (1914-1924) Sous-secrétaire d'Etat (1917-1920) Maire de Rétaud                                                      |
| 1931          | 1937         | Jacques Verneuil                   | Rad.                | Viticulteur à Gémozac, conseiller d'arrondissement                                                                                 |
| 1937          | 1940         | Ernest Albert-Favre                | Rad.ind.            | Médecin, ancien député, maire de Retaud Nommé conseiller départemental en 1943                                                     |
|               |              |                                    |                     | |
| 1945          | 1951 (décès) | Jean Souc (1873-1951)              | Rad.                | Docteur en médecine à Gémozac |
| 30 avril 1951 | 1982         | Raoul Latreuille (1912-1997)       | Rad. puis UDF       | Propriétaire et négociant en vins Maire de Gémozac                                                                                 |
| 1982          | 2001         | Marcel Vallet                      | DVD                 | Viticulteur, maire de Jazennes (1971-1995)                                                                                         |
| 2001          | 2015         | Loïc Girard                        | RPR puis UMP        | Attaché commercial, maire de Gémozac Président de la Communauté de Communes du canton de Gémozac et de la Saintonge Viticole       |

## Composition
Le canton de Gémozac regroupait seize communes et comptait 12 017 habitants (recensement de 2006).
| Communes                   | Population (2012) | Code postal | Code Insee |
| -------------------------- | ----------------- | ----------- | ---------- |
| Berneuil                   | 926               | 17460       | 17044      |
| Cravans                    | 677               | 17260       | 17133      |
| Gémozac                    | 2 527             | 17260       | 17172      |
| Jazennes                   | 460               | 17260       | 17196      |
| Meursac                    | 1 100             | 17120       | 17232      |
| Montpellier-de-Médillan    | 607               | 17260       | 17244      |
| Rétaud                     | 908               | 17460       | 17296      |
| Rioux                      | 876               | 17460       | 17298      |
| Saint-André-de-Lidon       | 888               | 17260       | 17310      |
| Saint-Quantin-de-Rançanne  | 264               | 17800       | 17388      |
| Saint-Simon-de-Pellouaille | 462               | 17260       | 17404      |
| Tanzac                     | 256               | 17260       | 17438      |
| Tesson                     | 966               | 17460       | 17441      |
| Thaims                     | 312               | 17120       | 17442      |
| Villars-en-Pons            | 532               | 17260       | 17469      |
| Virollet                   | 256               | 17260       | 17479      |

## Démographie
| 1962   | 1968  | 1975  | 1982  | 1990   | 1999   | 2006   | 2011   | 2012   |
| ------ | ----- | ----- | ----- | ------ | ------ | ------ | ------ | ------ |
| 10 153 | 9 907 | 9 714 | 9 869 | 10 153 | 10 707 | 12 017 | 13 526 | 13 653 |

Après avoir enregistré une baisse démographique continuelle de 1962 à 1975, le canton de Gémozac a renoué avec la croissance démographique depuis le recensement de 1982.
Il a, dans un premier temps, rattrapé son niveau de 1962 en passant au-dessus des 10 000 habitants, et a, par la suite, progressé fortement, notamment dans la période 1999-2006 où son essor démographique est supérieur à celui du département de la Charente-Maritime (+ 12,2 % contre + 7,5 %).
Devenu un canton résidentiel de la grande banlieue de Saintes, il reste cependant le canton le moins densément peuplé de l'arrondissement de Saintes dont la densité de population est encore inférieure à 50 hab/km2 (46 hab/km2 contre 78 hab/km2 pour l'arrondissement de Saintes et 87 pour le département de la Charente-Maritime).